# Posadówka
Posadówka [pronunciación en polaco: /pɔsaˈdufka/] es un pueblo ubicado en el distrito administrativo de Gmina Kobiele Wielkie, dentro del Distrito de Radomsko, Voivodato de Łódź, en Polonia central. Se encuentra aproximadamente a 6 kilómetros al oeste de Kobiele Wielkie, a 8 kilómetros al este de Radomsko, y a 82 kilómetros al sur de la capital regional Łódź.